# Percy Jackson (personnage)
Pour les articles homonymes, voir Percy Jackson (homonymie) et Jackson.
Persée « Percy » Jackson est un personnage de fiction de la série de romans fantasy Percy Jackson créée par Rick Riordan. Il est le héros et le narrateur de l'histoire, et également un des personnages principaux de la série Héros de l'Olympe. Il apparait aussi dans la série Les Travaux d'Apollon ainsi que dans Magnus Chase et les Dieux d'Asgard. Il est interprété par Logan Lerman dans les films et par Walker Scobell dans la série.

## Biographie fictive
Percy Jackson est né le 18 août 1993. Il a vécu douze ans avec sa mère et un beau-père tyrannique avant de découvrir sa nature de demi-dieu. Après s'être fait renvoyer six fois de ses écoles, il voit sa mère se faire capturer par le Minotaure, qu'il est alors obligé de vaincre. Il arrive alors pour la première fois à la Colonie des Sang-Mêlé. Il a cependant du mal à croire à l'existence des Dieux, qu'il croyait être des mythes. Puis il finit par croire à ces histoires. Il se fait rapidement reconnaître par son père : Poséidon, dieu des Mers et des Océans. Ce n'est qu'après qu'il apprend qu'on l'accuse d'avoir volé l'éclair primitif de Zeus, son oncle, dieu du Ciel.
Il va alors accepter la quête qui lui est confiée : retrouver l'éclair et le ramener à Zeus avant qu'une guerre entre les Dieux n'éclate. Accompagné par son meilleur ami Grover et son amie de fraîche date Annabeth, il traverse les États-Unis pour retrouver l'objet et pour le retourner sans dommage à son oncle. Le dernier jour de la session d'été, Percy se fait trahir par Luke, qui se disait son ami alors que c'est lui qui avait dérobé l'éclair.
L'année suivante, Percy doit sauver sa Colonie. L'arbre de Thalia est mourant, empoisonné, les barrières magiques de la colonie s'amenuisent. Il va alors trouver la Toison d'Or, avec ses amis Annabeth et Tyson afin de guérir l'arbre. Cependant, la magie aura un effet inattendu : la résurrection de Thalia.
Six mois plus tard, en décembre, après une mission de sauvetage de deux jeunes demi-dieux, Annabeth se fait capturer par un manticore. Quelques jours plus tard, c'est Artémis qui disparaît. Avec les Chasseresses de la déesse Zoé Nightshade et Bianca di Angelo, ainsi que Grover et Thalia, il va sauver la déesse, Annabeth et contrecarrer à nouveau les plans de Cronos pour détruire le monde.
Le mois de juin qui suit, Percy doit de nouveau sauver son Camp. Un itinéraire d'invasion menant droit dans la Colonie a été découvert : le Labyrinthe de Dédale. Il n'y a qu'une solution : empêcher Dédale, toujours en vie dans les couloirs sans fin de l'édifice, d'aider Luke et son armée de monstres à y arriver. Il arrivera à trouver Dédale. Légèrement trop tard cependant et il devra alors retourner à la Colonie des Sang-Mêlés avant que le massacre ne soit trop grand.
L'année suivante, quelques jours avant son 16e anniversaire qui scellera le destin du monde, la dernière bataille contre Cronos commence. Percy en tant que chef assure la lutte. Les morts sont nombreux, mais grâce à une invincibilité récemment acquise, Percy survit jusqu'à son anniversaire et au combat final au sommet de l'Olympe où il prendra la décision qui sauvera le monde et l'Olympe. Après cette victoire et une récompense digne de ses exploits, Percy rentre à la Colonie. C'est ce même jour qu'il commence à sortir avec Annabeth.
Au mois de décembre suivant, Percy disparaît mystérieusement et ne refait surface que six mois plus tard à l'autre bout du pays, complètement amnésique. Il trouve un nouveau camp de demi-dieux, Romains cette fois, et se lie à eux. Il effectue une quête avec de nouveaux camarades pour libérer Thanatos, dieu de la Mort, et par la même occasion, tuer des géants.
Cet effacement de mémoire n'était en fait qu'un plan d'Héra afin d'unir les demi-dieux grecs et romains contre Gaïa et les géants. Percy était le Grec chez les Romains, Jason Grace le Romain chez les Grecs.
C'est ainsi que la Prophétie des Sept s'accomplit. Percy fait partie des Sept, ainsi que ses deux nouveaux compagnons Frank et Hazel.Ensemble ils font voile vers Rome, où ils affrontent d'autres fils de Gaïa, et sauvent le fils d'Hadès, Nico di Angelo. Pendant ce temps, Annabeth suit la Marque d'Athéna qui va la mener à l'Athéna Parthénos. Pensant avoir réussi,mais  elle ne remarque pas qu'elle est attirée vers le Tartare. Percy court vers elle et se retrouve alors entraîné dans sa chute qui le mène vers le fond de l'Abîme.
Tous deux combattent nombre de monstres et de divinités anciennes avant de parvenir a leur quête : les Portes de la Mort, qu'ils doivent refermer et qu'ils savent bloquées par les chaînes de la fosse. Aidés par le Titan Japet (renommé Bob par Percy lors d'une précédente rencontre), ils trouvent les Portes et coupent les chaînes tout en affrontant les monstres. Ils retrouvent  le monde des vivants ainsi que leurs amis, et referment les Portes côté mortel (en Épire en Grèce).En tranchant ainsi  les chaînes seul Thanatos pourra à nouveau avoir accès aux Portes.
Lors de leur trajet final entre l'Épire et Athènes, les Sept doivent affronter de nombreux monstres. Percy devra combattre la déesse de la victoire, Niké, aidé par Frank, Léo et Hazel qui leur dévoilera quelles seront les dernières étapes de leur quête. À Athènes, Percy s'enfonce, avec Annabeth et Piper, dans les souterrains de la ville, où vivent les gemini afin de rejoindre le Parthénon. Camouflés par la magie d'Hazel, ils s'infiltrent dans les rangs des géants. Cependant, Annabeth et Percy se font démasquer. Piper va alors commencer le combat. Les autres demi-dieux arrivent en renfort, mais sans dieux pour les aider, le combat est voué à l'échec. Annabeth est alors blessée par la géante Périboée et peu après, une unique goutte du sang de Percy tombe à terre, éveillant Gaïa.
Dès lors, les dieux reprennent leurs esprits et combattent avec leurs enfants. Percy et Poséidon attaquent ensemble Épialtès et Otos. Une fois les géants exterminés, Zeus renvoie les Sept à Long Island où ils combattront une armée de monstres qu'Octave avait rassemblés pour décimer les Grecs. Cette bataille unit finalement les forces des Romains et des Grecs et une fois que Léo a détruit l'essence même de Gaïa, les deux camps connaissent la paix.
À la fin, Percy apprend qu'il ira en Terminale à New York avec Annabeth puis qu'ils iront passer leur diplôme à la Nouvelle-Rome.

## Capacités
En tant que fils du dieu de la mer, Percy a diverses compétences liées à l'eau. C'est au fil de ses aventures qu'il en découvre de nouvelles et apprend à les maîtriser.
- En tant que fils du créateur des chevaux, Percy possède un puissant lien télépathique avec les équidés (chevaux, zèbres, etc.).
- Percy possède également un puissant don d'hydrokinésie lui permettant de manipuler l'élément liquide à volonté.
- Percy a un lien d'empathie avec Grover. Cela signifie que l'un peut plus ou moins ressentir les émotions de l'autre. De plus, dans le tome 2, Grover communique avec Percy en apparaissant dans le rêve de ce dernier, et ce alors qu'ils sont à des kilomètres de distance.
- Il est un excellent combattant à l'épée.
- Sous l'eau, Percy peut résister à de très fortes pressions, et faire jouer les courants marins pour avancer plus facilement.
- Il est guéri par l'eau s'il a une blessure.
- Il peut respirer sous l'eau, et sa vue n'est pas troublée. Dans le tome 2, il arrive à créer une bulle d'air autour d'Annabeth pour lui permettre de respirer, en rassemblant l'air dissout dans l'eau.
- Il n'est jamais mouillé en sortant de l'eau, sauf s'il souhaite le contraire.
- Même en tombant dans l'eau de très hautes altitudes, il ne se fait jamais mal.
- En mer, il possède des connaissances géographiques extrêmement précises, et sait aussi comment fonctionnent les différents bateaux (dans le tome 2, il arrive à manœuvrer par sa volonté un trois-mâts datant de l'époque de Barbe-Noire, sans en avoir jamais vu un seul de sa vie auparavant)
- Il est capable d'extraire l'eau contenue dans chaque matière, mais cela lui demande beaucoup d'énergie.
- Il est capable de créer un mini-séisme, mais pour l'instant seulement dans des situations de stress ou d'émotion intenses.
- Il démontre sa capacité à créer un ouragan autour de lui. Bien qu'ayant utilisé par accident ce pouvoir contre Hypérion lors du tome 5, Percy le maîtrise parfaitement et l'utilise dans Le Fils de Neptune.
- Il est invulnérable à tout type d'attaque physique depuis qu'il a plongé dans le Styx. Son talon d'Achille se situe entre ses reins. Mais cette invulnérabilité le fatigue beaucoup et l'endort très facilement. Percy perd ce pouvoir au début du Fils de Neptune.
- Il peut marcher sur l'eau.
- Comme tout demi-dieu, Percy possède un défaut fatal. Le sien lui sera révélé par Athéna dans Le Sort du titan. Il s'agit de son indéfectible loyauté : prêt à tout sacrifier pour ses amis, ce défaut pourrait causer la chute de Percy ou meme du monde.

## Armes et objets magiques
- Turbulence / Anaklusmos est son épée magique : elle apparaît aux mortels sous la forme d'un stylo-bille, qu'il suffit de décapuchonner pour la voir reprendre sa forme originelle (et vice-versa). Anaklusmos s'adapte au fil des époques pour passer inaperçu au sein des mortels (un stylo-bille pour Percy, mais une broche à cheveux pour Héraclès, premier possesseur, lorsqu'il la reçoit des mains de l'Hespéride Zoé). Si Percy le perd, il retourne automatiquement dans sa poche. Cette lame est faite de bronze céleste et par conséquent ne peut pas nuire aux mortels mais seulement aux créatures magiques et affiliées (immortels, demi-dieux, monstres). C'est la Brume qui la fait apparaître sous une forme banale aux mortels, mais certains, très rares, sont capables de percer cette illusion à jour, comme la mère de Percy, Sally Jackson, ou encore Rachel Elisabeth Dare, qu'il rencontre dans tome 3 par contre elle ne peut attaquer d'humain ne soyant pas assez important pour sa.
- Une montre-bracelet qui peut se transformer en bouclier sur lequel sont gravées différentes scènes de l'aventure de Percy, d'Annabeth et de Tyson dans le tome 2. C'est un cadeau du cyclope Tyson, son demi-frère, qui l'a forgée pour lui. Dans le tome 3, un manticore endommage considérablement le bouclier. Dans le tome 4, Tyson le répare mais Percy est forcé de s'en séparer en sauvant son demi-frère des griffes de Campé.
- Une corne de minotaure que Percy a arraché à ce dernier dans le tome 1. Elle est accrochée au mur du bungalow de Poséidon.
- La tête de Méduse que Percy a décapitée dans le tome 1. Il l'a ensuite envoyée aux dieux mais son père Poséidon lui redonne à la fin du livre. Percy la confie donc à sa mère et on comprend que celle-ci s'en sert pour pétrifier Gaby Ugliano. Par la suite, on ne sait pas ce qu'est devenue la tête de la Gorgone.

## Autour du personnage
- Percy Jackson est né le 18 août, c'est Annabeth qui le révèle dans Le Dernier Olympien. Aucune date de naissance n'a été révélée mais Percy est né en 1993 (le cinquième tome se passe en 2009 où il a 16 ans).
- Rick Riordan s'est inspiré de son fils Haley, atteint d'hyperactivité et de dyslexie pour créer le personnage de Percy.
- Percy apparait dans la quasi-totalité des livres de la saga de la Colonie des sang-mêlés. En effet, le personnage n'apparait pas dans Le Héros Perdu mais il y est régulièrement cité.
- Percy et sa mère vivent dans un appartement au coin de la 104e rue est, au croisement avec York Avenue. Bien sûr, cette adresse est fictive car York Avenue ne se croise qu'avec les rues allant du numéro 60 à 92.
- Percy est claustrophobe, il dit lui-même détester être enfermé.
- Percy a visité les villes de Saint-Louis, Washington, D.C., Denver, Miami, Virginia Beach, Las Vegas, Los Angeles, San Francisco, Seattle, Portland, Bar Harbor, Vancouver, Anchorage, Seward, Atlanta et Cloudcroft.
- Percy est le seul sang-mêlé, fils de Poséidon, en vie.
- Après la guerre contre Gaïa, Percy achèvera sa terminale avec Annabeth à New York. Puis il partira en Californie pour reprendre un cycle d'étude « normal » à l'université de la Nouvelle-Rome.
- Percy rencontre Carter Kane dans Le Fils de Sobek. Il le retrouve (ainsi que Sadie Kane) dans la Couronne de Potolémée. Nouvelles écrites par Rick Riordan où les deux héros des Chroniques de Kane rencontrent Percy et Annabeth.